# ميخائيل برادلي
ميخائيل برادلي (29 مارس 1934 - ) (بالإنجليزية: Michael Bradley)‏ هو لاعب كريكت بريطاني.

## وصلات خارجية
- ميخائيل برادلي على موقع إي آس بي آن كريك إنفو (الإنجليزية)